# 도카이역
도카이역(일본어: 東海駅)은 일본 이바라키현 나카 군 도카이촌에 있는 동일본 여객철도 조반선의 철도역이다.

## 역 구조
2면 3선 구조의 지상역으로, 선상 역사를 가지고 있다.

### 타는 곳
| 1 | ■ 조반선 | 히타치·다카하기·이와키 방면                                     |
| 2 | ■ 조반선 | 히타치·다카하기·이와키 방면                                     |
| 2 | ■ 조반선 | 미토·오야마·쓰치우라·우에노·도쿄·시나가와 방면 (우에노도쿄라인) |
| 3 | ■ 조반선 | 미토·오야마·쓰치우라·우에노·도쿄·시나가와 방면 (우에노도쿄라인) |

## 이용 상황
2009년도의 1일 평균 승차 인원은 4,413명이었다.

## 역세권 정보
- 도카이 촌청

## 역사
- 1897년 2월 25일 - 일본 철도 이와키 선 사와역 - 오미카역 간에 이시가미역(石神駅)으로서 개업.
- 1906년 11월 1일 - 일본 철도가 국유화되어 국유 철도의 역이 된다.
- 1926년 4월 24일 - 무라마쓰 궤도(村松軌道) 당역 - 아코기 역 간이 개통.
- 1933년 2월 15일 - 무라미쓰 궤도 당역 - 아코기 역 간 폐지.
- 1957년 4월 1일 - 도카이역에 개칭.
- 1961년 12월 29일 - 상행 급행 열차 "이와테" 탈선사고 발생.
- 1987년 4월 1일 - 국철 분할 민영화에 의해 동일본 여객철도의 역이 된다.
- 2004년 10월 16일 - Suica교통카드 서비스 개시.

## 인접한 역
| 동일본 여객철도 조반선 | 동일본 여객철도 조반선 | 동일본 여객철도 조반선 |
| ---------------------- | ---------------------- | ---------------------- |
| 사와 미토 방면         | ■ 조반선               | 오미카 이와키 방면     |